# Cuauhtla
Cuauhtla är en ort i Mexiko.   Den ligger i kommunen Astacinga och delstaten Veracruz, i den sydöstra delen av landet, 230 km öster om huvudstaden Mexico City. Cuauhtla ligger 2 213 meter över havet och antalet invånare är 232.
Terrängen runt Cuauhtla är lite bergig, och sluttar österut. Runt Cuauhtla är det ganska tätbefolkat, med 93 invånare per kvadratkilometer. Närmaste större samhälle är Zongolica, 16,2 km nordost om Cuauhtla. Omgivningarna runt Cuauhtla är en mosaik av jordbruksmark och naturlig växtlighet.